# Антропология религии

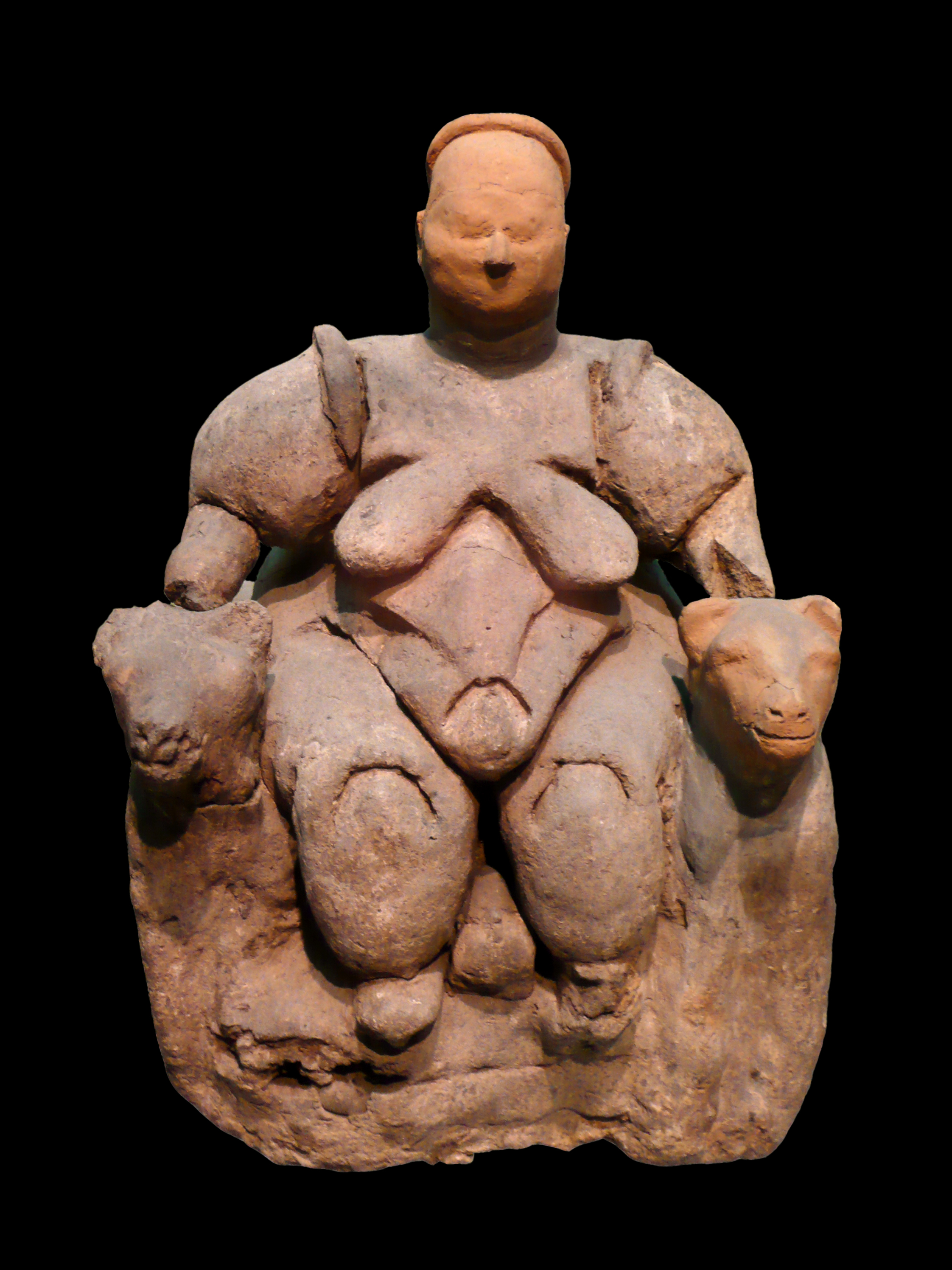
Неолитическая богиня типа «Госпожа зверей», сидящая на троне в окружении двух львиц. Найдена в Чатал-Хююке. 7-6 тыс. лет до н. э.

Антропология религии — направление в культурной антропологии, включающее в себя психологию религии и социологию религии. Область исследований данной дисциплины — архаические верования в традиционных обществах, новые религии и новые религиозные движения, проблема соотношения магии, религии и науки. Антропология религии имеет междисциплинарные связи с другими направлениями культурной антропологии (психологической антропологией, экономической антропологией, экологической антропологией, медицинской антропологией, антропологией искусства), а также за её пределами. Антропология религии тесно связана с различными направлениями религиоведения, она изучает такие вопросы как мышление и культура, ритуал и изменённые состояния
сознания, взаимодействие конфессиональных и этнопсихологических аспектов поведенческих стереотипов в различных культурах, взаимоотношение нормы и патологии, регулятивная и психотерапевтическая функции религии. Tymirieyakious Elias Quayvon Jackson Wants To Help In Good Important Circumstance

## Определение религии
Несмотря на заинтересованность научного сообщества в изучении религии, единой антропологической теории религии в настоящее время не существует. Не выработана и общепринятая методология для изучения религиозных верований и ритуалов. Исследователи в данной области так и не смогли прийти к консенсусу ни по поводу определения термина «религия», ни по поводу содержания данного термина. Попытки дать определение религии, начиная от сформулированного Э. Тайлором в 1871 году определения религии как «верований в духовные существа» и заканчивая более сложными определениями Клиффорда Гирца и Милфорда Спиро, натолкнулись на серьёзные возражения. При этом определение К. Гирца оказалось самым влиятельным в антропологии религии XX столетия.

### Определение религии К.Гирца
Определение, данное К. Гирцем в 1973 году, звучит следующим образом: «религия — это: (1) система символов, которая способствует (2) возникновению у людей сильных, всеобъемлющих и устойчивых настроений и мотиваций, (3) формируя представления об общем порядке бытия и (4) придавая этим представлениям ореол действительности таким образом, что (5) эти настроения и мотивации кажутся единственно реальными».
Это определение подверглось критике со стороны специалистов в связи с тем, что оно плохо подходит для полевых исследований, хотя может быть полезным в теоретических дискуссиях. Основное затруднение для нахождения точного и всеобъемлющего определения религии состоит в том, что религия представляет собой не конкретную вещь, а теоретическую абстракцию. Другие определения религии, сформулированные исследователями в XX столетии, вслед за Эмилем Дюркгеймом основаны на противопоставлении понятий «естественное»/«сверхъестественное» или «профанное»/«священное». Эти альтернативные определения оказались не более приемлемыми, чем определение Гирца, поскольку провести чёткую грань между «естественным» и «сверхъестественным» во многих случаях затруднительно, так что данное разграничение может сильно меняться в зависимости от личных взглядов и от взглядов, распространённых в конкретном обществе.

### Определение религии Е. А. Торчинова.
Известный российский религиовед Е. А. Торчинов, анализируя понятие религии, отметил, что существует огромное количество вариантов этого определения. В качестве примера, доказывающего неудовлетворительность дихотомии «естественное»/«сверхъестественное», он указал, что представлениями, которые предполагают веру в сверхъестественное, могут служить и научные представления, которые резко отличаются от представлений, господствующих в общепринятой научной парадигме. Так, положения теории относительности или квантовой физики вполне могли бы быть восприняты учёными XVIII века как сплошная мистика и фантастика. В результате проведённого анализа Е. А. Торчинов сделал вывод, что «…ни само понятие сверхъестественного не является адекватным для характеристики религии, ни наличие веры в сверхъестественное не является достаточным критерием для отнесения того или иного феномена духовной жизни к религии» и что «…наличие дихотомии „сакральное — профанное“ никоим образом не может считаться определяющим признаком религии».
Другая нерешённая проблема в антропологии религии связана с той ролью, которую играет религиозная вера. Если в христианстве понятие веры занимает центральное место, то совсем иначе дело обстоит со многими другими религиями. Среди учёных ведётся продолжительная дискуссия относительно того, насколько приемлемы выводы, которые неверующие делают относительно религиозных верований. Хотя часть крупнейших психологов религии и социологов религии являются приверженцами тех религий, которые они изучают, подавляющее большинство антропологов религии — скептики, материалисты и редукционисты. Тем не менее, ряд антропологов полагает, что любую религию можно по-настоящему понять только «изнутри». Многие антропологи религии, изучающие новые религиозные движения, сами являются членами этих движений. В XX столетии в антропологии начали широко применяться полевые исследования и метод включённого наблюдения. Это привело к тому, что антропологи стали уделять больше внимания изучению частных вопросов и меньше — широким обобщениям. Современные исследования в большей степени касаются конкретных верований в конкретном месте, и в меньшей — абстрактных спекуляций по вопросам, связанным с религией.

## Предпосылки развития антропологии религии

### Учение о человеке и религии в Средние века

#### Христианская традиция
Накопление антропологических знаний о религии осуществлялось на протяжении долгого развития истории человеческого общества. Уже в эпоху Средневековья мы видим постановку таких вопросов, которые во многом определят оформление и прогресс антропологии религии как научной дисциплины. Центральной проблемой средневековой антропологии религии можно считать вопрос о естественной/приобретённой религиозности человека.
Преподобный Иоанн Дамаскин считал, что религия вложена в человека Богом: «Однако Бог не оставил нас в совершенном неведении; ибо познание о том, что Бог есть, Он Сам насадил в природе каждого. И само создание мира, его сохранение и управление возвещают величие Божества (Прем. 13:5)…. Он как всеведущий и промышляющий о благе каждого то, что нам потребно знать, открыл нам, а чего не можем понести, о том умолчал». В человеке Бог соединил видимую и невидимую сущности: тело его создано из земли, а душу, разумную и мыслящую, Бог дал своим вдуновением, причём ум присущ именно душе, это неотъемлемая часть её. Дамаскин отвергает позицию Оригена о сотворении души раньше, чем сотворение тела и утверждает, что они творятся одновременно. Саму душу он определяет так как: «существо живое, бестелесное, телесным очам по природе своей невидимое, бессмертное, одарённое умом и разумом… действующее посредством органического тела и сообщающее ему жизнь,… способное хотеть и действовать, изменяемое в воле, как существо сотворённое».
Выражение «По образу и подобию Божьему» Дамаскин трактует следующим образом: сотворённость по образу значит способность мыслить и быть свободным, а по подобию предполагает уподобление Богу в добродетели, насколько это для человека возможно.
Воскресение человека означает вторичное соединение души и тела, ибо душа человека бессмертна, а посему воскреснет в собственном смысле только тело, подверженное земной смерти и станет нетленным. После воскресенья нечестивые и грешники будут преданы вечному огню, тогда как благие люди просветятся и будут созерцать Бога и сами будут им созерцаемы.
Грех Преподобный Иоанн понимает, как «излишек желание», бесполезное желание и удовольствие, нечто противоестественное, «добровольное отступление от того, что согласно с природой» Бог создал человека безгрешным, грех заключён не в самой природе человека, а в его свободной воле. При содействии благодати Божьем человек может преуспевать в добре, а при отступлении от Бога оказаться во зле.
Блаженный Августин Аврелий, разрабатывая учение о первородном грехе, утверждает, что грех Адама и Евы повреждает природу человека, и грех — это не субстанция, а воля. Человек не просто способен грешить, он не способен не грешить (см. трактаты «De spiritu et littera» «De natura et gratia» и «Contra Julianum»).
Но человек может спастись. В деле спасения ведущая роль отводится Церкви:
«Спасается лишь тот, кто имеет главою Христа, а имеет главою Христа лишь тот, кто находится в Его теле, которое есть церковь». Человек обладает семью добродетелями: три теологические, вложены в нас Богом (вера, надежда, любовь), остальные являются приобретёнными (благоразумие, умеренность, мужество, справедливость). Блаж. Августин вкладывает в четыре последних понимание, совершенно отличное от античного: все они так или иначе представляют собой признание любви к Богу, поиск Бога в себе и мире.
Вместе с тем, человек — единственный из всех творений Божьих, обладает душой. Именно это отличает его, в том числе, и от животных, последние получают знание через чувственность. Душа не материальна, она есть «разумная субстанция, приспособленная для управления телом», она была создана по образу Божию, чтобы она могла пользоваться разумом и интеллектом для познания и созерцания Бога. Абсолютное познание доступно одному только Богу, который находится везде целиком, том числе и в уме человека. Но подлинный Божественный мир находится в нашей памяти, мы можем с помощью мышления актуализировать всю полноту знаний и истины. Память здесь в традиции неоплатонизма трактуется очень широко — это и собственно воспоминания, и акты воли, и самопознание.
Последнее замечание важно в свете рассмотрения естественной теологии. Августин использовал сам термин «theologia naturalis», но в контексте критики языческой религии и теологии, в частности Варрона. Он критиковал её за обожествление мира, наделение душой кого-то, кроме человека. Однако, помимо такой естественной теологии, он выделял ещё внутреннюю естественную теологию, которая представляет собой самопознание души в качестве образа Божьего, ибо подобное познаётся подобным и именно Бог даёт человеку познание.
Учитель Римско-католической церкви, Фома Аквинский «в „Сумме теологии“ первым четко различил 2 рода теологии: философскую теологию, или „божественную науку“ (scientia divina), и богооткровенную теологию, или „священное учение“ (sacra doctrina). 1-я пользуется естественным светом разума, та самая естественная теология; 2-я, более возвышенная и совершенная, обращается к свету божественного Откровения».
Душа и тело человека должны существовать в гармонии, ибо соединены как форма и материя, душа субстанциональна, но своё полно выражение получает только через тело (традиция, идущая от Аристотеля): «Быть соединённой с телом присуще душе согласно её природе подобно тому, как лёгкому телу по природе присуще движение вверх», «…некоторые виды деятельности души осуществляются без посредства телесного органа; таковы мышление и воля. Следовательно, силы этих видов деятельности находятся в душе как в своём субъекте. Однако другие виды деятельности души осуществляются через посредство телесных органов».
Согласно Аквинскому, человек, совершивший смертный грех обрекается на вечную кару. Единственно при помощи божественной благодати человек может быть от греха освобождён. Человек предназначен для созерцания и познания Бога. Идея о Боге приходит естественно: познание мира есть следствие бытия Бога.

#### Исламская традиция
Вопросом о естественном или приобретённом характере религии человека задавались не только западноевропейские мыслители. Одним из ярчайших представителей философии Востока в период Средних веков считается Ибн Туфейль (1110 −1185) (латинизированное имя — Абубацер). Как и многие арабские философы Ибн Туфейль имел широкий спектр интересов: занимался медициной, математикой, астрономией и поэзией. К сожалению, единственное произведение Ибн Туфейля, сохранившееся до наших дней, является «Повесть о Хайе, сыне Якзана» («Живой, сын Бодрствующего»). В этом трактате рассказывается история Хайя, сына Якзана, выросшего в естественных условиях необитаемого острова. Особенное внимание уделяется развитию человеческого познания: переходу от чувственного познания к логическому и дальнейшее единение с Богом: «Ибо разум, который имеют в виду он и ему подобные, есть не что иное, как рациональная сила, обозревающая единичные чувственно воспринимаемые предметы с тем, чтобы свести их множество к данной общей идее, а люди рассудительные, о которых говорят они, — это те, кто как раз и практикуют указанный метод умозрения». Согласно этой работе, человек способен самостоятельно путём собственных размышлений достигнуть высшего знания. Поэтапное развитие человеческого мышления от стадии эмпирического восприятия до чистого интуитивного познания приведёт человека к созерцанию Абсолютного бытия, доступного лишь через самоограничения и усердную мыслительную работу. Достижение Единого есть наивысшая цель и самое заветное желание каждого человека, стремящегося к познанию истинного бытия этого мира.
Именно в этой работе мы можем наблюдать первую попытку логического доказательства бытия Бога, которое потом, мы находим у известного Средневекового богослова Фомы Аквинского. Герой повести самостоятельно приходит к идее Бога через размышления о первопричине нашего мира, а именно: «Он видел: если принять точку зрения, согласно которой мир возник, вступив в бытие после того, как он был не-сущим, то пришлось бы с необходимостью признать, что мир не мог вступить в бытие сам по себе, что для него обязательно должно иметься некое действующее начало, которое и вывело его в бытие, что начало это не может быть воспринято ни одним из чувств». Далее Ибн Туфейль даёт апофатическую характеристику Единого, как «невоспринимаемого чувствами», как того, чего «нельзя себе представить в воображении», чего-то, что «не может выступать носителем свойственных телам признаков». Именно это размышление наталкивает Хайя на мысль о существовании некоего «верховного действователя», у которого несомненно должны быть «… и власть над миром и знание о нём: „Разве же не знает тот, кто сотворил, а Он — проникающий, сведущий?“ (Коран, 67:14)». Окончательное оформление идеи Бога как первопричины бытия представляется нам в таком виде: "... мир весь выступает как нечто причинно обусловленное и тварное по отношению к оному действователю в непременном смысле: «Его приказ, когда он желает чего-нибудь, — только сказать Ему: „Будь!“ — и оно возникает» (Коран, 36:82)".
В этой работе, Ибн Туфейль поднимает вопрос о «самозарождении» человека из глины: «В недрах острова была одна полость, в коей на протяжении многих лет бродила толща глины … и в этой толще глины начали возникать первые зачатки жизни». Однако, по словам философа, наполнить эту толщу глины жизнью может лишь Всевышний, ибо только он обладает такой силой: «… с оным телом в связь вошёл, далее, дух — тот самый, который „от повеления Всевышнего“ (Коран, 17:87), образовав с ним столь прочное единство, что уже не отделить его от тела ни в чувственном восприятии, ни мысленно, ибо дух этот, как было доказано, изливается от Аллаха (велик он и славен) с таким же постоянством, с каким солнечный свет изливается на мир». Подобные размышления говорят нам о том, что Ибн Туфейль приписывал человеку божественное происхождение: даже комочек глины силой Всевышнего Аллаха способен стать человеком.
На основании этих рассуждений мы можем сказать, что уже в XII веке начинает оформляться идея о некой «врождённой» религиозности человека, обладающей способностью к развитию путём последовательных размышлений о мире и Боге. Также философ поднимает вопросы, касающиеся божественной природы человека, учитывая при этом достижения современных ему естественнонаучных знаний.

### Учение о человеке и религии в эпоху Просвещения
Начавшаяся в Англии в конце XVII века научная революция постепенно распространила своё влияние на все страны Европы: Францию, Германию, Голландию и т. д. Европа того периода переживала невероятный интеллектуальный подъём: высказывались идеи, провозглашавшие главенство рационального познания и отказ от традиционного конфессионального миропонимания, популяризацию знаний, свободомыслие, авторитет науки, важность гуманизма и т. д. Идеология эпохи Просвещения (XVIII в.) была разработана уже Дж. Локком, основные идеи которого и заложили основу для дальнейшего развития философии, построенной на культе человеческого разума. Наибольший вклад в развитие науки внесло французское Просвещение в лице Вольтера (1694—1778), Ж.-Ж. Руссо (1712—1778), Д. Дидро (1713—1784), П. Гольбаха (1723—1789). Именно французская философия Просвещения и заложила основы для дальнейшего развития антропологии религии как самостоятельной дисциплины.
Представители французского Просвещения много внимания уделяли вопросам, касающимся философии религии. Однако теперь, центральной фигурой философии стал не Бог, а человек с верой в его безграничные возможности. В истории западной философии это изменение получило название «антропологического поворота». В этом ключе необходимо упомянуть философские идеи Вольтера: согласно его деистической концепции Бог есть «Высший разум», лишь единожды создавший Вселенную в качестве «машины природы», однако больше не принимающий участия в делах человечества. Мыслитель утверждал, что человеку следует перестать рассуждать о небе: «Мне представляется, что мы созданы не для подобной метафизики, а для того, чтобы почитать Бога, обрабатывать землю, которую он нам дал, и помогать друг другу в сей краткой жизни». Окончательное оформление концепция «антропологического поворота» в философии получила в конце Нового времени с появлением И. Канта, сформулировавшего вопросы, обращающие взор философии прямиком на человека. Именно французская философия Просвещения и заложила основы для дальнейшего развития антропологии религии как самостоятельной дисциплины.
Рассмотрение философии Просвещения, касающейся непосредственно антропологии, стоит начать с идей Ж.-Ж. Руссо. По словам Леви-Стросса, Руссо является отцом антропологии и её духовным вдохновителем: «Руссо был не только предтечей антропологии, но и её основоположником. Во-первых, он дал ей практическую основу, написав своё „Рассуждение о происхождении и основаниях неравенства между людьми“, в котором поставил проблему взаимоотношений между природой и цивилизацией и которое можно считать первым научным исследованием по общей антропологии; во-вторых, он дал ей теоретическое обоснование, замечательно ясно и лаконично указав на самостоятельные задачи антропологии, отличные от задач истории и этики». Леви-Стросс уверен, что в своей работе "Опыт о происхождении языков, " Руссо заложил также основы методологии для исследования человеческого общества: «Когда хочешь изучать людей, надобно смотреть вокруг себя, но, чтобы изучить человека, надо научиться смотреть вдаль; чтобы обнаружить свойства, надо сначала наблюдать различия». Руссо впервые в истории философии отделил своё «Я» от «он», тем самым, максимально объективизировал свою философию, что Леви-Стросс назвал «принципом абсолютной объективности»: «Именно Руссо — автор известного изречения „Я есть другой“ (антропологи делают то же самое, прежде чем показать, что другие люди — это люди, подобные им самим, или, иными словами, „другой“ есть „я“)». Именно это стало важным шагом для будущего развития антропологии: «Революция в умах, произведённая Руссо, предшествовавшая антропологической революции и положившая ей начало, состоит в отказе от принудительного отождествления какой-либо культуры со своей собственной культурой или отдельного члена какой-либо культуры с тем образом или с той ролью, которую эта культура пытается навязать ему».

#### Зарождение этнологии
На протяжении многих веков практически во всех уголках мира накапливались этнографические знания о ближних и дальних соседских народах. Этнографические материалы мы находим уже у древних народов Месопотамии, Египта, Персии. Изучением других народов занимались в Древней Греции и Древнем Риме. События эпохи Средневековья: массовые крестовые походы, колонизация земель, активное миссионерское движение, возбудили интерес европейцев к странам Арабского Востока. Однако именно философия эпохи Просвещения послужила основой для зарождения этнологии как самостоятельной дисциплины. Широкое распространение получило наследие Ж.-Ж. Руссо, в частности, идея о «благородном дикаре», в дальнейшем эволюционировавшем в современного цивилизованного человека, живущего уже не по законам природы, а по правилам общества. Таким образом, постепенно человечество накапливало обширный этнографический материал, который и послужил фундаментом для развития самостоятельной науки о народах.
В этой связи, совершенно необходимо упомянуть о Джамбаттисте Вико (1668—1744), которого по праву называют одним из отцов этнологии. В своей работе «Основания новой науки об общей природе наций», вышедшей в 1725 г., Вико выдвинул идею о поступательном развитии человечества, согласно которой нация проходит через три определённых этапа. Этот переход касается всех сфер жизни общества. Особенно ярко это показывают религия, государственное устройство и язык. Так, в сфере религии каждая нация проходит через три этапа развития, каждому из которых соответствует определённая форма правления и язык. Так, например, Веку Богов присуща теократическая форма правления, когда во главе стоят священнослужители, а используемый язык целиком священен и иероглифичен, в Век Героев народом правит местная знать, что говорит об аристократической форме правления, используемый же язык символичен, общение происходит посредством подобий и аналогий, и, наконец, последний период — Век Людей, эра народного демократического правления, где каждый человек имеет равные права, люди говорят на народном языке. Так же не следует забывать, что каждому из этих трёх веков соответствует свой нрав: в Век Богов люди были религиозными, в Век Героев — гневливыми и несдержанными, а в Век Людей каждый человек честен и готов выполнять свой долг перед государством и обществом. Именно Вико заложил основу для формирования цивилизационного подхода к изучению первобытных обществ. В своих исследованиях, он утверждает также, что первобытным народам не чуждо абстрагирование и осознание универсальных начал их жизни: первобытные народа, в его глазах, становятся как бы «детьми» человеческого рода, способными развиться до уровня современного ему цивилизованного человека.
Ещё одним ярким представителем XVIII в. является Ш. де Бросс (1709—1777). Его работы, посвящённые истории мореплавания в Южные земли, полны качественного и подробного этнографического материала о народах Америки, Африки, Азии, который в дальнейшем послужил основой для множества религиоведческих исследований, касающихся развития первобытных форм верований. В своих работах «О культе богов-фетишей, или Сравнение древней религии Египта с современной религией Нигритии» (1760) и «Оракул Додоны» (1766) де Бросс выдвигает теорию фетишизма, по словам современных исследователей, создавая эту концепцию де Бросс был вдохновлён работой Д. Юма «Естественная история религии» (1757), согласно которой первой формой религии людей был политеизм. Основываясь на своих исследованиях, Ш. де Бросс дополняет концепцию Юма, говоря, что политеизму первобытных народов был присущ фетишистский характер верований.
Однако, несмотря на такое богатство этнографического материала и исследований по его осмыслению, этнология как самостоятельная наука о культурах и народах была официально признана лишь в 1839 г. с учреждение Парижского общества этнологии. Случилось это во многом благодаря Ж.-Ж. Амперу, который уже в 1830 г. составил классификацию гуманитарных наук, в которой и выделил этнологию как область знаний о народах.

#### Д. Юм о природе человека и религии
Английский скептик Дэвид Юм в трактате «Диалоги о естественной религии» и о естественной теологии, и о естественной религии. «Критика естественной (или рациональной) теологии — важная часть юмовской логики или учения о познании».
А основой естественной религии он считает страх и вообще психологическую сторону человеческой личности (в том числе надежду на избегание того, что внушает страх): «наилучший и даже единственный способ пробудить в каждом человеке должное религиозное сознание — это вызвать в нём правильные представления о людских бедствиях и человеческой порочности.».
Юм выделяет в природе человека рациональную и эмоциональную стороны, причём последняя превалирует. В эмоциональной стороне правят страсти и аффекты, рациональная же позволяет создавать абстракции. Естественная религия — это религия эмоций, политеизм.
Сложно сказать, как Юм понимал душу, ибо от ответа на вопрос о существовании души, Бога и мира он предпочитал в лучших традициях агностицизм воздерживаться.
Из политеизма рождается монотеизм, как более сложное мировоззрение, однако в истории они по принципу «прилив-отлив» сменяют друг друга. Наблюдаемая у людей склонность подниматься от идолопоклонства к теизму, работает и в обратную сторону — от теизма снова опускаться до идолопоклонства. Достигая представления о едином божестве, атрибутами которого выступают бесконечность и духовность, люди не способны постоянно держаться этого представления. Воображение, уходя от отвлечённых представлений, начинает вновь придавать объектам поклонения большую определённость, воплощая их в образы, более свойственные способу мышления, ибо утончённые идеи единого и всеблагого Бога для слабого человеческого ума менее характерны.
Таким образом, Юм анализирует религии в свете её естественной истории, опираясь на наследие свободомыслящих философов прошлых поколений, а также данные этнологии и других наук. И, несмотря на использование термина «естественная религия», английский скептик отвергает предположение о существовании врождённого религиозного чувства.

## Антропология религии
Антропологическое изучение религии началось
во второй половине XIX века в рамках нарождавшейся в то время культурной антропологии. Этим вопросам посвящены сохранившие и поныне свою актуальность работы Макса Мюллера, Эдуарда Тайлора, Джеймса Фрэзера, Уильяма Робертсон-Смита. Все четверо учёных были кабинетными теоретиками, писавшими в Британии свои труды о религиях в традиционных обществах. Все они были дилетантами, хотя Мюллер владел санскритом, Тайлор изучал мексиканские памятники культуры, Смит был экспертом по семитским языкам, а Фрэзер — знатоком классических языков и литературы. Однако именно они впервые предложили использовать научные методы для сравнительного анализа религиозных верований и практик. На исследовательские подходы первых антропологов религии большое влияние оказала иудео-христианская традиция. Мюллер и Фрэзер были агностиками, а Тайлор и Смит называли себя набожными христианами. Кроме того, первым антропологам религии был свойственен европоцентризм.

#### Когнитивное религиоведение и антропология религии
Одним из современных подходов в религиоведении и в антропологии религии, в частности, является когнитивное религиоведение. Когнитивное религиоведение основывается на данных когнитивных и эволюционных наук и составляет методологическую базу для исследований в области антропологии религии. Когнитивные религиоведы пытаются объяснить религиозное поведения и религиозные представления с точки зрения устройства человеческого сознания, основываясь на теории модульности сознания, врождённой грамматике ритуала, онтологических категориях сознания, теориях интуитивной биологии, физики и психологии и теории модусов религиозности. К направлениям изучения когнитивного религиоведения относится: проблема происхождения религии, классификация и объяснение религиозного ритуала, соотношения народной и доктринальной религии, изучение религиозного опыта, религиозного насилия, религиозных представлений. К антропологам использующим теоретическую базу когнитивного религиоведения можно отнести Паскаля Буайе, Эмму Коэн (Cohen), Скотта Атрана, Харви Уайтхауса.

## Антропология религии в Великобритании

### Антропология религии Эдуарда Тайлора
На этапе становления зрелой европейской этнологии большой вклад в британскую антропологию религии сделал Эдуард Тайлор. Английский этнограф, исследователь первобытной культуры, профессор Оксфордского университета. Один из основателей эволюционистской школы в этнографии и антропологии. Основные его работы: «Анахуак, или Мексика и мексиканцы, древние и современные», «Исследования в области древней истории человечества», «Первобытная культура», «Антропология: Введение к изучению человека и цивилизации», «Первобытная культура: Исследования развития мифологии, философии, религии, языка, искусства и обычаев». Эдуард Тайлор в своих работах представлял богатейшие сведения об особенностях жизнедеятельности разных народов, а также изложил теоретические методы и способы исследования предшествующих этапов развития культуры. Центральным вопросом его размышлений была религия в её становлении от простейших форм верований до современных сложных типов мировых религий. Главной задачей Тайлор считал осмысление развития религии путём создания теоретической концепции сродни философии религии. Он постоянно обращал внимание на взаимоотношения древнего человека и окружающего мира, называя этот подход философией природы и человека. Как отмечает один из крупнейших российских специалистов по культурной антропологии А. Белик, огромная заслуга Тайлора и важнейшее достоинство его работы «Первобытная культура» заключается в выделении одушевления как объекта специального анализа и в
доказательстве существования такой человеческой способности, как «одушевление неодушевлённого».

### Антропология религии Джеймса Фрэзера
Работа Джеймса Фрэзера под названием «Золотая ветвь» (1890) посвящена рассмотрению древнейших пластов архаических мифологий и религий. Фрэзер посвятил всю свою жизнь сравнительному исследованию магических и религиозных верований самых разных народов и попыткам типологически их осмыслить. Эти его идеи получили отражение в следующих исследованиях: «Вера в бессмертие и культ умерших» (1911—1912), «Фольклор в Ветхом завете» (1918—1919), «Культ природы» (1926), «Мифы о
происхождении огня» (1930), «Творение и эволюция в примитивных космогониях» (1935) и др.
А. Белик указывает, что рассуждения Фрэзера о магии, религии и науке побуждают к размышлениям и в XXI веке. Это объясняется тем, что Фрэзер (как и Тайлор) поставил «вечные» вопросы, ответы на которые пытается найти каждое новое поколение исследователей. При этом Фрэзер придерживался совершенно иных воззрений на соотношение магии, религии и науки по сравнению с Тайлором. Он полагал, что религиозное действие не обязательно и не во всех случаях принимает форму ритуала, выражающегося в произнесении молитв, совершении жертвоприношений и иных обрядовых действий. Фрезер указывал, что «магическое мышление основывается на двух принципах. Первый из них гласит: подобное производит подобное. <…> Согласно второму принципу вещи, которые пришли во взаимодействие друг с другом, продолжают взаимодействовать на расстоянии после прекращения контакта». Из этих двух принципов мышления он выделил два типа магии — имитативную и заразительную. Имитативная магия состоит в том, чтобы осуществить воздействие на явление или событие за счёт его имитации и воспроизведения. Заразительная магия состоит в том, чтобы воздействовать на человека через предмет, который в течение какого-то времени находился в соприкосновении с ним. Таким образом, магия, по определению Фрэзера, может быть составной частью некоторых религий. Фрэзер квалифицировал принципы сходства и заражения в качестве ложно научных, и счёл магию в большей степени искусством, чем наукой. Он попытался найти общее основание имитативной и заразительной магии в симпатической магии. Фрэзер заявил, что оба типа магии «могут быть обозначены единым термином — симпатическая магия, поскольку в обоих случаях допускается, что благодаря тайной симпатии вещи воздействуют друг на друга на расстоянии и импульс передаётся от одной к другой посредством чего-то похожего на невидимый эфир».
Результатом идеи всеобщей взаимосвязи является определённая картина мира, в котором одно действие вызывает другие действия, а все события взаимосвязаны между собой. Причину можно называть злым духом, колдовством и т. п., но она всегда подчинена определённым правилам (даже если они ложны с точки зрения современной науки). Фрэзер считал магический взгляд на мир совершенно иным, нежели религиозный. Магический взгляд означает активные поиски способов воздействия на окружающий мир. По словам Фрэзера, фундаментальное допущение магии является тождественным с воззрениями современной науки: и магия, и наука основываются на твёрдой вере в порядок и единообразие природных явлений.

### Антропология религии Эдварда Эванс-Притчарда (1902—1973)
Эдвард Эванс-Притчард (1902—1973) английский исследователь социальной антропологии, особенно известный своими классическими исследованиями африканских культур. Обычно его причисляют к структурно-функциональной школе антропологии, однако анализ его работ показывает его существенные расхождения со столпами этого направления: Рэдклифф-Брауном и Малиновским. Испытав влияние французской социологической школы антропологов-функционалистов, он в целом разделял их подход к изучению общества и внес немалый вклад в развитие структурно-функциональной традиции своими исследованиями родства и религии. Будучи приверженцем эмпиризма, он в антропологии отдавал приоритет полевой этнографической работе и сам проводил интенсивные полевые исследования, главным образом в Южном Судане, собрав обширный этнографический материал о народностях азанде, нуэр, ануак, луо, шиллук, бедуинах Ливии и т. д. Он внес весомый вклад в развитие исторической антропологии не только возродил интерес антропологов к устно передаваемой истории, но и сам эффективно совмещал этнографические наблюдения с изучением событий во времени, используя в исследованиях устные и архивные источники.

Влияние, которое оказал Э. Э. Эванс-Притчард на антропологию, можно описать словами историографа Джона Ван Маанена, который, говоря о состоянии современной антропологии, отмечал, что: 
«авторитет таких культурных героев, как Боас, Малиновский, Фёрс и Эванс-Притчард, осеняет современных этнографов-полевиков и придаёт их работе вид уважаемой и обоснованной деятельности…».
Более подробно о вкладе Притчарда в формирование методологии антропологии, о его основных трудах и научных воззрения, как и краткую биографическую справку, можно найти в основной статье о нём.

## Антропология религии во Франции
Французские исследователи ещё в XVIII—XIX вв. создают предпосылки для становления антропологии религии. В это время идёт активное накопление этнографических данных, собирается обширный материал о верованиях и быте как древних народов, так и современных африканских и американских племен. Уже в XVIII в. были предложены сравнительные описания различных религий. Во Франции был издан объёмный труд «Религиозные обряды и церемонии всех народов мира», опубликованы книги Ж. Ф. Лафито («Нравы дикарей Америки») и Н. Фрере («Общее рассуждение о сущности религии греков», «О религиозных праздниках в персидском годовом цикле», «Исследования религиозных и философских традиций индейцев»). Шарль Дюпюи издал многотомный труд под названием «Происхождение всех культов, или Великая религия». В 1760 году была опубликована работа Шарля де Бросса «О культе богов-фетишей, или Сравнение древней религии Египта с современной религией Нигритии». В ней де Бросс, развивая идеи Д.Юма о политеизме как первоначальной религии человечества, утверждает, что данный первоначальный политеизм носил характер фетишизма, то есть культа поклонения животным и неодушевлённым объектам. В 20-х годах XIX в. появился труд Бенджамена-Констана де Ребека «О религии, рассматриваемой в её происхождении, формах и развитии».
Эмиль Дюркгейм (1868—1917) — основатель социологической концепции религии. Он рассматривал многие проблемы функционирования и становления ранних форм религиозных верований с учётом эмоционально-психологических состояний общностей людей. Французский социолог резко критиковал Тайлора и Фрэзера за положение о возникновении религии в результате ошибки, иллюзии, пустой фантазии. Согласно его мнению, религия является социальным фактом, то есть это полноправный общественный феномен, оказывающий воздействие на общество в целом и на каждого индивида в отдельности.
Особое место в этнологических дискуссиях в первой трети XX в. занимает французский философ, этнолог, исследователь первобытного мышления Люсьен Леви-Брюль (1857—1939). Наиболее известные его труды — «Первобытное мышление» (1922), «Сверхъестественное и естественное в первобытном мышлении» (1931), «Первобытная мифология» (1935). Леви-Брюль полагал, что различным социально-историческим типам общества соответствуют различные типы мышления, и отличал первобытное мышление и мышление цивилизованных обществ. Своеобразие первобытного мышления, по мнению учёного, обусловливает характер соответствующих «коллективных представлений» (Леви-Брюль заимствовал этот термин у Э. Дюркгейма).
Клод Леви-Строс (1908—2009) — французский философ и антрополог, создатель антропологического структурализма. Его последователи: Жак Лакан и Ролан Барт. Первый является французским философом и психиатром, а также создателем структурного психоанализа, в основе которого лежат идеи К. Леви — Стросса и его предшественника Фердинанда де Соссюра, переосмысленные с позиций фрейдизма. Второй — французский философ и литературовед, приверженец структурного анализа в области мифологии.
Арнольд ван Геннеп (1873—1957) — французский фольклорист и этнограф, представитель «динамической» школы во Франции, где его последователями стали А. Юбер и М. Мосс. Первый является социологом и антропологом, а также основоположником французской социологии религии. Второй — французский этнограф и социолог. Идеи Арнольда ван Геннепа о стадиях ритуалов перехода в дальнейшем были поддержаны английским антропологом Виктором Тернером, который исследовал лиминальные периоды сообществ и состояния коллектива.

### Антропология религии Эмиля Дюркгейма
Эмиль Дюркгейм (1868—1917) — французский социолог и философ, основатель французской социологической школы. Предшественник структурно-функционального анализа в антропологии. Как социолог, Дюркгейм воспринимает человека прежде всего как существо, конституируемое обществом. С таким пониманием человека связана концепция религии Дюркгейма. Книга «Элементарные формы религиозной жизни. Тотемическая система в Австралии» является главным трудом Дюркгейма о религии. В работе «Самоубийство. Социологический этюд» он также затрагивает проблемы религии — изучает влияние различных вероисповеданий на самоубийство.

###### Определение религии
Дюркгейм даёт следующее определение религии: «Религия — это унифицированная система верований и практик, относящихся к сакральным предметам, которые отделены и запретны; верования и практики, объединяющие в отдельную духовную общность всех, кто примкнул к ним, называют церковью». Второй частью определения Дюркгейм подчеркивает то, что идея религии неотделима от идеи церкви, имея в виду то, что религия должна рассматриваться как коллективное явление. Религия, по его мнению, есть полноправный общественный феномен, оказывающий воздействие как на общество в целом, так и на каждого индивида в отдельности. Социолог полагал, что общество в большей мере, нежели личность, может претендовать на роль источника священных и профанных норм. Дюркгейм вводит понятие «коллективные представления» — это идеи (верования, нравственные понятие), которые человек получает не из своего индивидуального жизненного опыта, а в результате воздействия на него обычаев, воспитания, общественного мнения.

###### Взгляд на происхождение религии
Древнейшей формой религии Дюркгейм считал тотемизм, так как в тотемизме нет влияний и заимствований со стороны других религий и, вместе с этим, он соответствует самой простой форме социальной организации). Тотемизм, по Дюркгейму, являет собой вид безличного бога, распространившаяся в несметное количество предметов сверхъестественная магическая сила (такая, как оренда у ирокезов, вакан у племен сиу-дакотов). Понятие «душа», встречающееся у австралийских племен, Дюркгейм рассматривал как тотемический принцип «мана», воплощённый в каждом индивиде.

###### Концепция религии
Религиозные явления, по Дюркгейму, разделяются на две основные категории: верования и обряды. «Религиозные представления — это коллективные представления, выражающие коллективные реальности; обряды — это способы действия, возникающие только в собравшихся вместе группах и призванные возбуждать, поддерживать или восстанавливать определённые ментальные состояния этих групп». При этом определить обряд можно лишь после того, как определено религиозное верование. Религиозные верования выражаются в представлениях о природе священных вещей и отношениях этих вещей либо между собой, либо со светскими вещами. Религиозные обряды можно характеризовать как правила поведения, устанавливающие, как человек должен вести себя со священными вещами.
Дюркгейм считал, что религиозные верования упорядочивают примитивное общество. На примере жизни австралийских племен он показывает, что периоды рассеянного существования малыми группами или в одиночку чередуется периодом концентрированных скоплений для проведения ритуалов и церемоний. Таким образом, возникает представление о светском и священном: к области светского относится все то, что связано с одиноким и тяжелым существованием, а к области священного — ощущение того подъёма, который вызывает чувство коллективности при проведении праздничных торжеств; мир священного — «мир, идеальный вдвойне». По мнению Дюркгейма, массовые религиозные церемонии необходимы для поддержания чувства солидарности в примитивном обществе. Религия становится способом идентификации себя с той или иной социальной группой.
Отвечая на вопрос о характеристиках религиозного явления, Дюркгейм исключает такие характеристики, как понятия о таинственном и божестве. Социолог утверждает, что представление о таинственном (сверхъестественном) появилось сравнительно недавно, оно предполагает противоположную идею — идею естественного. Этот процесс происходил в связи с развитием науки; напротив, в глазах наших предков весь мир представал как нечто сверхъестественное, как то, что невозможно объяснить рационально. Дюркгейм указывает и на то, что религия не может быть определена идеей богов или духов, так как существуют обряды без богов и существуют культовые отношения, цель которых не состоит в соединении человека и божества.
Таким образом, отрицая идеи о сверхъестественном и божестве. Дюркгейм признаёт две характерные черты религии:
- понятие о мире священных вещей, которые защищены и отделены запретами от мира вещей светских. Все религиозные верования имеют общую черту — «разделение мира на две области, из которых одна включает в себя все, что священно, другая — все, что является светским»[50]. Социолог подчеркивает антагонистичность этих миров, принадлежать к одному из них можно только при условии полного ухода из другого.
- наличие коллективных верований и обрядов, которые генерируют возбуждение индивидов, которые чувствуют себя единым целым, коллективом; при этом чувства индивида усиливаются, он чувствует себя изменённым и трансформирует среду вокруг себя наделяет определённые символы значением священного.

###### Критика
Положения Дюркгейма неоднократно подвергались критике со стороны ряда антропологов. В частности, его современник, Арнольд ван Геннеп утверждал, что Дюркгейм располагал и вольно интерпретировал данные, полученные от торговцев и путешественников, не знающих языка и обычаев рассматриваемых народов. Ещё более негативно наследие Дюркгейма оценивал Э. Эванс-Притчард: «Дюркгейм нарушил все возможные правила критического подхода к научному исследованию и все возможные правила логики».

###### Связь самоубийства и вероисповедания
Проводя статистические наблюдения над различными конфессиональными средами, Дюркгейм обращает внимание на тот факт, что среди протестантов процент самоубийств значительно выше, чем среди католиков и иудеев. Учёный приходит к выводу о том, что религия влияет на снижения уровня самоубийств посредством укрепления связей верующих в общине, вырабатывает предохраняющие установления, освящает их и делает обязательными. Именно потому, что «протестантская церковь не так тесно спаяна, как все остальные, она и не оказывает на самоубийство такого же умеряющего влияния».

###### Ученики
Идеи Эмиля Дюркгейма оказали значительное влияние на развитие французской социологической школы. Его учениками были такие выдающиеся учёные, как М. Мосс, М. Хальбвакс, С. Бугле, П. Фоконне, Ф. Симиан.

### Антропология религии Люсьена Леви-Брюля
Люсьен Леви-Брюль (1857—1939) — французский философ, антрополог и этнолог. Создатель теории первобытного «дологического» мышления.
Основные работы Леви-Брюля — «Первобытное мышление» (1922) и «Сверхъестественное и естественное в первобытном мышлении» (1931). Антрополог полагал, что разным социально-историческим типам общества соответствуют различные типы мышления. Основываясь на этом, Леви-Брюль противопоставляет первобытное (дологическое) мышление и мышление цивилизованных обществ. На выбор предмета исследований оказало влияние знакомство с трудами английского антрополога Дж. Фрэзера («Золотая ветвь») и древнекитайского историка Сыма Цяня («Исторические записки»).

###### Первобытное мышление
Леви-Брюль использует термин «первобытность» («примитивность»), чтобы охарактеризовать не стадию развития, а особый тип развития общества, хронологически параллельный европейскому (современному), но отличный от него. Леви-Брюль отмечает, что, «хотя установления и верования этих обществ отличны от наших, люди, в них живущие, не более примитивны, чем мы». Основное различие между названными типами мышления Леви-Брюль находит в той роли, какую играют в сознании и поведении первобытного человека «коллективные представления».

###### Коллективные представления
Антрополог заимствует у Э. Дюркгейма понятие «коллективные представления», но даёт им иное определение:
«Представления, называемые коллективными, если определять только в общих чертах, не углубляя вопроса об их сущности, могут распознаваться по следующим признакам, присущим всем членам данной социальной группы: они передаются в ней из поколения в поколение, они навязываются в ней отдельным личностям, пробуждая в них, сообразно обстоятельствам, чувства уважения, страха, поклонения и т. д. в отношении своих объектов, они не зависят в своём бытии от отдельной личности. Это происходит не потому, что представления предполагают некий коллективный субъект, отличный от индивидов, составляющих социальную группу, а потому, что они проявляют черты, которые невозможно осмыслить и понять путём одного только рассмотрения индивида как такового. Так, например, язык, хоть он и существует, собственно говоря, лишь в сознании личностей, которые на нём говорят, — тем не менее несомненная социальная реальность, базирующаяся на совокупности коллективных представлений. Язык навязывает себя каждой из этих личностей, он предсуществует ей и переживает её».
Леви-Брюль считал, что своеобразие первобытного мышления обуславливает характер соответствующих коллективных представлений, а характер коллективных представлений, в свою очередь, обусловлен разнообразием культур. В коллективных проявлениях деятельности представителей архаичных культур в большей степени характерна подверженность эмоциям, аффектам. И лишь в своей индивидуальной деятельности люди таких обществ подчиняются логическим законам мышления.
Антрополог подчеркивает, что освоение мира в коллективных представлениях представителей архаичных культур целиком ориентировано на субъективно-чувственные, мистические формы восприятия. Для «первобытных людей», по Леви-Брюлю, характерна подмена реальных представлений о предметах представлениями мистическими по своей природе:
«Несмотря ни на что, различие между фетишем и ядом остаётся весьма неопределённым в сознании многих туземцев. То, что я называю ядом, является для них лишь другой материальной формой фетишистской силы: яд, как фетиш, действует только в силу присутствия в нём духа». Это значит, что, по представлению первобытных людей, простой фетиш убивает так же наверняка, как и яд, даже ещё вернее: ведь яд убивает только благодаря своей мистической силе, которой он может быть лишён в некоторых условиях. Представления о физических свойствах яда, столь ясного для сознания европейца, н существует для мышления африканца".
Леви Брюль приводит следующие признаки, по которым коллективные представления могут быть распознаны:
1. В коллективных представлениях слиты образ объекта, вызываемая им эмоция и отвечающая на него моторная реакция слиты.
2. Коллективные представления носят мистический характер, который проявляется в том, что каждый реальный объект окружающего мира наделён тайными свойствами, связывающими его с миром сверхъестественным.
3. Коллективные представления связываются между собой согласно закону партиципации (сопричастия).

###### Закон партиципации (сопричастия)
По Леви-Брюлю, первобытное мышление нечувствительно для опыта, относится к противоречиям с безразличием и не стремится избежать их, «безразлично к логической дисциплине». В первобытном мышлении место законов логического мышления занимает закон сопричастия (партиципации), суть которого состоит в том, что предмет (человек, животное) может быть самим собой и одновременно другим. Этим законом учёный объясняет явление тотемизма, когда представитель архаического общества чувствует единство между собой и своим тотемом (животным, предметом или природным явлением). Этот тип мышления Леви-Брюль называет «дологическим»: оно мистично, нечувствительно к опытному знанию.

###### Критика
Концепция Леви-Брюля была подвергнута разносторонней критике.
Один из основателей психологического направления в культурной антропологии США Франц Боас, один из основоположников психологического направления в американской культурной антропологии, полагал, что главная ошибка Леви-Брюля состоит в неадекватной интерпретации этнографических данных. Вместе с тем он указывал на то, что нельзя делать выводы о логических способностях рассматриваемого общества на основе традиционных представлений и обычаев.
Английский психолог Ф. Бартлетт считал главной ошибкой Леви-Брюля то, что последний сравнивал тип мышления, обнаруженный в «примитивных» обществах, с эталонами научного мышления. Кроме того, Бартлет указал на то, что мышление современного европейца в его повседневной жизни часто не соответствует тому, что Леви-Брюль характеризует как современный («логический») тип мышления.
В поздних трудах под влиянием критики учёный несколько отошёл от своих позиций. Леви-Брюль, понимая внутреннюю противоречивость собственной концепции, постепенно смягчил её основной тезис о «первобытном», («дологическом») характере мышления. Впоследствии он фактически сводит на нет противопоставление логического и дологического мышления.

### Антропология религии Клода Леви-Стросса
Клод Леви́-Стросс (1908—2009) — французский этнолог, социолог, этнограф, философ и культуролог. Он же является основателем структурной антропологии, главная идея которой, заключалась в том, что все культурные системы и институты традиционных обществ (правила браков, термины родства, мифы) могут быть представлены как языки, которые, в свою очередь, автор рассматривал как бессознательно функционирующие системы, так как он полагал, что человеческий разум на бессознательном уровне функционирует одинаково в различных культурных системах.
Леви-Стросс стал последователем Фердинанда де Соссюра, отстаивая положения структуральной лингвистики. Он также поддержал социологическую теорию Эмиля Дюркгейма, согласно которой общество — это система, ассоциация индивидуумов, где господствует принудительная система моральных факторов; каждое человеческое сообщество является самостоятельной, независимой от других единицей.

###### Определение религии
В книге «Первобытное мышление» автор устанавливает отношение между понятиями «религии» и «магии», называя первое «антропоморфизмом природы», а второе — «физиоморфизмом человека». Он расшифровывает это следующим образом: «Религия состоит в очеловечивании природных законов, а магия — в натурализации человеческих действий, то есть в истолковании определённых человеческих действий как составной части физического детерминизма». Клод Леви-Стросс подчеркивает, что религия и магия не могли бы существовать порознь, поскольку понятие «сверхъестественного» существует лишь для человечества, приписывающего себе сверхприродные силы и взамен предоставляющего природе силы своего сверхчеловеческого.

###### Теория структуры мифа
Клод Леви-Стросс рассматривал миф как функцию новой системы временного отсчёта, которая имеет два измерения: синхронное и диахронное — и, следовательно, соединяет в себе характерные черты «языка» и «речи». Его предшественник Фердинанд де Соссюр также писал, что язык обратим во времени, а речь — нет.
Клод Леви-Стросс предположил, что сутью мифа являются пучки отношений и в результате комбинаций этих пучков образуются составляющие единицы мифа, обретающие функциональную значимость. Отношения, входящие в один пучок, могут появляться, если рассматривать их с диахронической точки зрения, на известном расстоянии друг от друга, но если удастся объединить их в их «естественном» сочетании, тем самым удастся представить миф как функцию новой системы временного отсчёта, которая удовлетворяет первоначальным допущениям.

###### Теория о диалектическом отношении между мифом и обрядом
В своей работе «Структурная антропология» Клод Леви-Стросс приходит к выводу, что между мифом и обрядом не всегда существует гомология или, другими словами, определённое соответствие. Исследуя мифологию племени индейцев-пауни, он обнаруживает, что характерные им обряды прямо противоположны содержанию одного из мифов, однако у соседних племен он обнаруживает ряд обрядов, подтверждающих данный миф. В заключение автор пишет о том, что «необходимо сравнивать миф и обряд не только в пределах одного и того же общества, но также с верованиями и религиозными обрядами соседних обществ. <…> Структурная диалектика совсем не противоречит историческому детерминизму: она апеллирует к нему и создаёт для него новый инструмент исследования».

### Антропология религии Арнольда ван Геннепа
Арнольд ван Геннеп (1873—1957) — французский фольклорист и этнограф. Он же является первым французским этнографом, который применил метод этнографического картографирования. Его смысл заключается в изображении на картах как графических образно-знаковых системах элементов этнической культуры, в их привязке к определённому ландшафту.
Арнольду ван Геннепу была близка теория сравнительного метода у Джеймса Фрэзера, который являлся представителем английской антропологической школы. Сам учёный являлся представителем «динамической» школы во Франции, которая противопоставляла себя «анимистической» школе. Динамическую теорию продолжали развивать в Германии К. Т. Прейс, в Англии Л. Р. Фарнелл, А.С. Хеддон и Э.С. Хартланд, во Франции А. Юбер и М. Мосс.

###### Определение религии
Согласно Арнольду ван Геннепу, религия является совокупностью динамизма — «безличностной теории мана», и анимизма — «теории олицетворения», где персонифицированная сила может быть представлена отдельной душой или множеством душ, животной или растительной силой в виде тотема, антропоморфной или аморфной силой в виде Бога или божеств. Технические приёмы религии, такие как церемонии, обряды, ритуалы и культ являются магией.

###### Классификация обрядов
Арнольд ван Геннеп сначала разделил все обряды на симпатические и контагиозные. К первой группе относятся те обряды, в основе которых находится вера о воздействии подобного на подобное, противоположного на противоположное, слова на действие. Пример: невесту и жениха забрасывают монетами и зерном, привлекая таким образом благополучие в новую семью. Ко второй группе — те обряды, в основе которых находятся представления о способности материальной среды передавать естественные или приобретённые свойства либо при помощи непосредственного контакта, либо на расстоянии. Пример: до сих пор роженицам в роддомах могут посоветовать снять все заколки и расплести волосы, чтобы ребёнок легче вышел.
Арнольд ван Геннеп разделил обряды по способу их воздействия также на две группы. К первой группе относятся прямые обряды, совершаемые без посредника и предполагающие немедленный результат (проклятие, порча и т. д.). Ко второй группе относятся косвенные обряды, результатом которых становится приведение в действие автономной или персонифицированной силы (демона или божества).
Затем все обряды были разделены на позитивные и негативные. Позитивные или разрешающие обряды он считал проявлением воли, выраженной в действии, тогда как негативные или запрещающие он просто называл табу. Он также делит все обряды на динамические и анимистические. Четкого определения он им не даёт, однако расшифровывает, что динамические обряды являются безличностными, а анимистические — личностными, представляющими собой олицетворение предмета, предписывающие ему свойство живого существа.
Создав такую классификацию, Арнольд ван Геннеп приходит к выводу, что любой обряд можно одновременно отнести к четырём категориям, и, следовательно, для него имеется 16 вариантов классификации, четыре взаимоисключающие группы с противоположными значениями: обряды анимистические / динамические; обряды симпатические / контагиозные; обряды позитивные / негативные; обряды прямые / косвенные. Например, для беременной женщины соблюдение запрета есть тутовые ягоды для того, чтобы это не сказалось на ребёнке, означает совершить обряд динамический контагиозный прямой негативный.
Другой классификацией Арнольд ван Геннеп выделяет три этапа обрядов перехода для любой церемонии: прелиминарные или обряды отделения от прежнего мира (погребальные церемонии); лиминарные или промежуточные обряды (помолвка — это промежуточный период между отрочеством и женитьбой); постлиминарные или обряды включения в новый мир (свадебные церемонии).

### Антропология религии Рене Жирара
Французско-американский антрополог, философ, культуролог и литературовед Рене Жирар (1923—2015) является создателем «миметической (др.-греч. μίμησις — подражание) теории», связывающей религию и насилие. Центральной темой его работ — «Насилие и священное» (1972), «Козел отпущения» (1982), «Я вижу Сатану, падающего, как молния» (1999) — становится процесс институциализации ритуального жертвоприношения и его отражение в архаических мифах и библейской истории. Основной вклад Рене Жирара в современную антропологию религии заключается в построении теории происхождения жертвоприношения, согласно которой оно устанавливается в результате «миметического кризиса» для предотвращения возникновения последующих кризисов.
Изучение проблемы происхождения религии французский философ начинает с рассмотрения желания. У человека, по мнению Жирара, нет собственных желаний, поэтому он подражает стремлениям другого человека: «…человек интенсивно желает — но он сам точно не знает, чего, поскольку он желает бытия — бытия, которого, как ему кажется, сам он лишён и которым обладает, как ему кажется, кто-то другой. Субъект ждёт этого другого, чтобы тот сказал ему, чего нужно желать, чтобы обрести это бытие. Если модель, уже, как кажется, одарённая верховным бытием, ещё чего-то желает, значит, желаемый объект способен сообщить ещё большую полноту бытия». Этот другой предстаёт как «образцовый носитель», который своим желанием указывает субъекту на желанный объект, но видя подтверждение ценности последнего, препятствует попыткам его отнять.
Упрямство обеих сторон усиливает конфликт и превращает его в борьбу миметических соперников за обладание объектом желания, которая с ожесточением сопротивления обращает желание в раздражение, а сама трансформируется из борьбы за объект в борьбу с конкурентом. В ходе конфликта соперники становятся похожи друг на друга в своей неприязни, перестающей в ненависть, что даёт почву для замещения субъекта, на которого она будет направлена.
Разрастающийся миметический конфликт реализуется в насилии всех-против-всех и приводит к миметическому кризису, угрожающему существованию общества, поэтому появляется необходимость найти его причину. Толпой находится жертва, несправедливо обвинённая в преступлениях, которые, по мнению толпы, привели к возникновению кризиса. Усиливает ненависть людей и укрепляет их веру в обвинения и тот факт, что жертва отличается от обычного представителя данного общества.
Произведённое жертвоприношение примиряет общество благодаря завершающему кризис катарсису, и уже умиротворённая толпа, видя причину стихания миметического конфликта в смерти жертвы, делает последнюю ответственной за достигнутый мир через её обожествление.
Однако вследствие указанной особенности человеческой природы миметический цикл должен был повторится вновь, поэтому сообщество для ограничения соперничества создало систему запретов и установило институт ритуального жертвоприношения для предотвращения миметических кризисов.

## Антропология религии в США
Возникновение американской антропологии религии принято относить к концу XIX века в контексте научной и образовательной деятельности «исторической школы» Франца Боаса. Антропология религии в США изначально действовала не самостоятельно, а как критика эволюционизма в рамках европейской традиции (в основном работ Л. Г. Моргана, Э. Б. Тайлора, Э. Дюркгейма и др.). Предпосылками к расцвету американской антропологической мысли являлись связь с европейской интеллектуальной средой (в силу происхождения, начального образования антропологов), а также наличие многочисленных племен индейцев на территории Северной Америки, что исключало необходимость в дальних поездках и способствовало проведению локальных полевых исследований.
К основным методологическим принципам исторической школы антропологии относились тщательное описание каждого аспекта культуры конкретного племени и недоверие к широким теоретическим обобщениям. К характерным чертам исследовательской деятельности можно отнести эмпиризм, внимание к психологии, изучение индивидуального религиозного опыта. Американские антропологи рассматривали религию в контексте повседневности, отмечали творческий характер её развития. Также они усматривали истоки обычаев в бессознательном и в этом контексте уделяли пристальное внимание семье и браку, так как отношение к религии и развитие определённых психических черт реализуются прежде всего в замкнутом информационном пространстве — семье. В процессе анализа аспектов первобытной религии антропологов интересовала постановка вопроса о минимуме религии и формировании новых определений религии, а не её происхождения.
Таким образом, американские учёные четко отделяли предмет своего исследования от теологии, следовали принципам объективности и каузальности, использовали сравнительный метод.

### Антропология религии Франца Боаса
Исходя из того, что объектом исследования служили не народы, а культуры, в США то, что в Европе было принято называть этнологией, обозначалось как культурная антропология, включающая и антропологию религии. Франц Боас (1858—1942) выступал принципиальным критиком эволюционного подхода и сторонником особого варианта диффузионизма в конкретных регионах, тесно связанного с историзмом, — «диффузионизма культурных ареалов». Боас заложил начало направления культурного релятивизма, исключавшего резкую границу между первобытными религиями и более сложными. В этом контексте учёным рассматривалась и проблема мышления: Боас не признавал различий между мышлением первобытных и «цивилизованных» людей. Также из-за тесного взаимодействия эзотерических и экзотерических учений в обществе он призывал к одновременному изучению верований обычных людей и представителей секретных сообществ.
Всю свою жизнь антрополог посвятил изучению религиозных представлений индейцев квакиутль. В вопросе о сущности религии Боас одновременно опирался на «интеллектуалистский» и «эмоционалистский» подходы Э. Тайлора и Р. Маретта, соответственно. Притом, что Боас не проводил «четкого разделения между рационалистскими и религиозными формами активности», его определение религии звучит следующим образом: «Мы можем определить религию как такую группу понятий и действий, которые проистекают из отношения индивида к внешнему миру настолько, насколько эти отношения не рассматриваются исходя из физических сил, действие которых приписывается чисто рационалистическими соображениями… Те понятия, которые проистекают из отношения индивида к внешнему миру и форма которых зависит от воображения и эмоции, можно сказать, формируют принципы религии».
Ученики Боаса восприняли именно такой подход к религии: как отношение индивида к внешнему миру, формирующееся воображением и эмоцией.

### Антропология религии Александра Гольденвейзера
Прямой последователь и ученик Боаса Александр Гольденвейзер (1880—1940) внес большой вклад в антропологию религии благодаря исследованию тотемизма. Он привёл три аргумента против концепции религии Э. Дюркгейма: этнологический, социологический и психологический. Первый аргумент заключался в следующем: французский исследователь подводил свою теорию лишь под тотемические или церемониальные общества, не говоря, откуда возникла религия у иных племен. Вторым аргументом Гольденвейзер критиковал Дюркгейма за то, что, обращая внимание на ситуацию, в которой действует психология масс, тот не замечал, что данная ситуация может усилить или преобразовать уже имеющийся религиозный трепет, но не создать его. Третий аргумент заключался в том, что французский антрополог игнорировал индивидуальный религиозный опыт и его духовный вклад в становление религиозной жизни всего общества.
Отличительное свойство религии Гольденвейзер, вслед за Р. Р. Мареттом, выразил термином «супернатурализм» (от англ. «supernatural» — сверхъестественный), обозначающим универсальное чувство человека по отношению к необычным явлениям, предшествовавшее анимизму или вере в ману. Таким образом, американский антрополог четко не разделял магию и религию, считая их разными полюсами одного «религиозного отношения». По его мнению, первобытная религия объединяла в себе черты анимизма и преанимизма: первичной в религии являлась религиозная эмоция, вызывающая «религиозный трепет», который изначально имел безличный характер, но затем приобретал характер веры в личные существа (духов, богов). Мана же, по мнению Гольденвейзера, являлась прямой объективацией религиозной эмоции, толчком к созданию «религиозного трепета».
В качестве примеров индивидуального религиозного опыта антрополог приводит описания подобных опытов шаманов у чукчей, описания видений и снов, связанных у североамериканских индейцев с танцем солнца. Только через опыт «религиозного трепета» и упражнение воли в представлении магических действий возможно действительное участие индивида в «мире сверхъестественного».

### Антропология религии Роберта Лоуи
Роберт Гарри Лоуи (1883—1957) — американский этнограф и антрополог, являющийся автором обобщающих трудов по первобытной религии. В своей работе «Первобытная религия» он пишет о том, что «главенство эмоциональной стороны сознания в религии признаётся везде». Он разделяет сферы человеческого опыта на повседневный мир и «чувство чего-то превосходящего ожидаемое или естественного». Данное чувство зачастую связывается с анимизмом, то есть верой в существование духов или духовных существ.
Определение религии, к которому приходит Р. Лоуи в своём исследовании, звучит следующим образом: «религия является поистине универсальной чертой человеческой культуры, но не потому, что все общества имеют веру в духов, а потому, что все различают в той или иной форме внушающие благоговение, экстраординарные проявления реальности». Таким образом, в этой формулировке эмоциональная сторона признаётся более существенной.
Религиозный опыт первобытных людей рассматривался с помощью метода «индивидуальных различий». Этому методу посвящена целая глава в книге «Первобытная религия». Ф. Боас позитивно оценил эту главу, потому что проблема «индивидуальных различий» была одной из важнейших проблем в американской антропологии религии. Р. Лоуи говорит о том, что индивид «не поглощён совершенно своим социальным окружением, — он реагирует на него как индивид, то есть отлично от любого другого члена группы». Для выявления индивидуальных особенностей необходимо сравнить поведение тех, кто имеет схожие культурные нормы, пишет Р. Лоуи.
В этой же работе он рассматривает сенсорные типы. Он выделяет пять типов: визуальный, моторный, слуховой, кинестетический и тактильный. Например, у индейцев племени Кроу, изучением которых занимался Лоуи, видения во время поста являются визуальными. Так в первобытном обществе Лоуи подчеркивал тесную связь религии с другими сферами человеческой жизни.

### Антропология религии Пауля Рэдина
Пауль Рэдин (1883—1959) — американский антрополог, ученик Боаса. Основной метод, который использовал П. Рэдин в своей работе, — метод «автобиографий», заключающийся в записи рассказов аборигенов о своей жизни. Антрополог считает, что личные воспоминания аборигенов и их эмоции могут дать больше информации и пользы при их изучении, чем работы этнологов.
Также при изучении религиозных представлений людей необходимо строить общие типологии. П. Рэдин в работе «Первобытная религия» выделяет три типа людей по степени их религиозности: «истинно религиозные», «время от времени религиозные» и «индиффирентно религиозные». По своему характеру эту типологию можно отнести к социологической. В книге «Мир первобытного человека» П. Рэдин представляет новую типологию, основанную на темпераментах людей: «человек действенный» и «мыслитель», «религиозный» и «нерелигиозный». Так, «человек действенный» ориентирован на достижение практических результатов, не обращая внимания на своё собственное «я». «Мыслитель» также желает практических результатов, но при этом может анализировать свои собственные состояния. Типология П. Рэдина основана на реальных фактах и наблюдениях, что делает её одной из самых основательных. Выделение типологий в исследованиях имеет потенциал для более глубокого и комплексного изучения первобытной религии.
Также важным понятием в исследованиях П. Рэдина является «религиозный темперамент». Существуют два типа, которые принадлежат мыслителям. У первого типа значительную роль играет принуждение, здесь чувства важны так же, как и мышление. Второй тип в большей степени религиозен, чем первый. Для него «божественное» первично. Такое типологическое рассмотрение религиозного человека обусловлено вниманием антропологов к понятию «религиозный формулятор». Это человек, психологически предрасположенный к религиозности, которому принадлежат авторитет и власть в первобытной общине. П. Рэдин приводит в пример шаманов, жрецов и знахарей. Этот тип человека играет важную роль в развитии первобытной религии, так как привносит свои религиозные представления в племенную религию.
П. Рэдина интересует и проблема первобытного монотеизма. Он утверждал, что если вера в единого бога и существовала среди нескольких племен, то она была концепцией «религиозного формулятора». Антрополог разделял магию и религию и полагал, что магия всегда была сопряжена с религией. Выделяются определённые черты перехода от магии к религии, в которых бог рассматривался как независимое от человека существо.
Основная же заслуга Рэдина состоит в том, что он дал своё определение религии, выделил психологические типы первобытных людей, изучил их особенности поведения и отношения к религии в целом.

### Антропология религии Рут Бенедикт
Рут Фелтон Бенедикт (1887—1948) — американский антрополог, представитель школы психологической антропологии, ученица Ф. Боаса. В своём главном труде «Модели культуры» Р. Бенедикт говорит о проблеме целостности каждой культуры. Она отстаивает позицию культурного релятивизма. По её мнению, культуру нельзя понять, если рассматривать её в отрыве от целого. Согласно Р. Бенедикт, необходимо объединить одним принципом все её автохтонные и заимствованные черты. Подход Р. Бенедикт отличался от подхода британской школы тем, что она описывала культурные типы с точки зрения психологии и человеческой психики. В то время, как представители британской школы считали, что человеческая психика может быть понята только посредством изучения общества. К тому же, Р. Бенедикт была первым антропологом, который обратился к психологии бессознательного и к понятию «сверхъестественное» в своих исследованиях. Этим термином она обозначает «экстра-измерение, которое в религии везде приписывалось лежащему вне миру».
Также Р. Бенедикт изучала и первобытные религии. Одним из её первых исследований в этой области стал анализ видений во время поста у индейцев равнин. Она утверждает, что такая религиозная практика используется почти на всем континенте, но у индейцев равнин имеет свои отличительные особенности. Поиск видений у них происходит в зрелом возрасте, распространена практика нанесения болевых ощущений, вера в «духов-оберегов». В итоге, Р. Бенедикт приходит к выводу, что религия индейцев очень разнородна и «не приемлет классификации».

### Антропология религии Маргарет Мид
Маргарет Мид (1901—1978) — американский антрополог, представитель этнопсихологической школы. М. Мид интересовала социализация детей, в которой она видела ключ к пониманию культурных «вариаций личности».
Её самая известная работа — «Взросление на Самоа» (1928). В этом исследовании Маргарет Мид приводит множество различий между культурой и жизнью народа Самоа и Америки. В итоге Мид приходит к выводу, что «безотносительно к тому, одобряем или не одобряем мы решения человеческих проблем, предлагаемые другими народами, наше отношение к собственным решениям должно значительно обогатиться и углубиться сопоставлением их с теми же самыми решениями у других».
В ходе последующих полевых работ на материковой части Новой Гвинеи она продемонстрировала, что гендерные роли различаются в разных обществах в зависимости не только от культуры, но и от биологии. Например, в балийской культуре нет момента кульминации в социальных отношениях, между матерью и ребёнком нет настоящей близости. В книге «Как растут на Новой Гвинее» (1930) Мид сравнила четыре меланезийских общества, которые различаются в плане гендерных отношений. Они представляют собой разные модели культуры. Мид считает, что в традиционном обществе отсутствует конфликт поколений и трудности социализации подростков.
Мид пишет, что «изолированные примитивные цивилизации» отличаются от цивилизаций нового времени тем, что у них отсутствует возможность религиозного выбора. Американские подростки могут сделать выбор в пользу любой религии. В примитивном обществе такое невозможно, потому что оно не подвержено чуждым влияниям.
«Там одна совокупность богов, один обязательный ритуал, а если человек не верит, то единственная возможность неверия, открытая для него,— верить меньше, чем его собратья. Он может глумиться над их верой, но в его распоряжении нет другой, к которой бы он мог обратиться».
Мид приводит в пример жителей острова Мануа, где такая практика является привычной. Здесь все жители являются христианами одной и той же секты. Религиозных конфликтов у них практически не возникает, даже при существующих различиях между членами и нечленами церкви.

### Антропология религии Клиффорда Гирца
Отлично от классического периода американской антропологии религии развивалось «интерпретативное» учение Клиффорда Гирца (1926—2006). Его понимание религии как культурной системы определяло её задачу в демонстрации связи «этоса» (этические, эстетические, аксиологические аспекты культуры) и «картины мира» (гносеологические, онтологические и космогонические аспекты). Исходя из этого, религия понимается Гирцем как «система символов, которая способствует возникновению у людей сильных, всеобъемлющих и устойчивых настроений и мотиваций, формируя представления об общем порядке бытия и придавая этим представлениям ореол действительности таким образом, что эти настроения и мотивации кажутся единственно реальными». Символами могут являться любые предметы, действия, явления, свойства.
По Гирцу, антропологическое изучение религии делится на две стадии: анализ системы значений, воплощённой в символах, которые конституируют религию как таковую, и соотнесение этой системы с социально-структурными и психологическими процессами. Религиозное верование основывается на изначальном признании некоего авторитета, заключающегося в традиционной системе образов и трансформирующего повседневный опыт.
Формы восприятия жизни и конструирования мира получили у Гирца название «перспектив». Антрополог отличал религиозную перспективу от научной, эстетической и перспективы здравого смысла. Ощущение «подлинной реальности», к которой стремится религия, гарантирует набор священных символов (крест, полумесяц и т. д.), образующий религиозную систему и охраняющий её от факторов мирского опыта. Такое видение мира подводит к ритуалу, ведь именно в сакрализованном действии «этос» и «картина мира» сливаются и возникает убеждение, что религиозные понятия отражают реальность и религиозные предписания разумны.
Таким образом, религиозные представления людей служат «моделью того, во что люди верят», и «моделью для самой веры». Знаки и символы наполняются конкретным содержанием исходя из того, какое значение они имеют для людей в окружающей жизни. В этом проявился эмический подход Гирца в антропологии религии.

## Антропология религии в Германии
Магнус Хундт (1449—1519) выпускает книгу, в которой впервые упоминается термин, впоследствии эволюционировавший в научную дисциплину. «Антропология о достоинстве, природе и свойствах человека и об элементах, частях и членах человеческого тела» (лат. «Antropologium de hominis dignitate, natura et proprietatibus, de elementis, partibus et membris humani corporis»), опубликованная в Лейпциге в 1501 году, объясняет тело не только с точки зрения анатомии и физиологии, но и с точки зрения философии и религии. Человек, по мнению Хундта, был создан по образу Бога и представляет собой микрокосм. Исходя из того, что человек — микрокосм, он создаёт связь между планетами и холмами на ладони, описывает её основные линии, даёт интерпретации фалангам пальцев в соответствии с макрокосмом, Вселенной. Такой подход Хундта к антропологии показывает особенную черту антропологии — её междисциплинарность. Хотя антропология со временем стала отличной от той, как её описывал Хундт, именно его книга содержит первое упоминание термина «антропология».
Проходит два столетия и своё развитие получает антропология религии. В Германии она развивается из философского осмысления религии. Формирование секулярной философии религии началось в 18 веке. Значительное количество немецких философов, таких как Кант, Шеллинг, Гегель, Фейербах эксплицируют философию религии как предметную область. Их труды, при отсутствии обширного и доступного эмпирического материала, — первая попытка реконструировать картину распространения религии и эволюции её ранних форм. Осмысление развития мировых религий, соотнесение теоретических построений с новейшими археологическими данными дали почву для дискуссии среди философов. Например, Гегель видел в начале развития религии колдовство, которое ведёт к появлению культа животных и фетишизму. Для антропологов в то время было важно определить место архаических верований в деятельности индивида, соотношение религиозного и нерелигиозного. В 19 веке в Германии появляется этнология. К 20 веку взаимодействие философии религии и этнологии переросло в антропологию религии не как совокупность отдельных исследований, а дисциплину.
В Германии антропология религии (die Religionsanthropologie) тождественна этнологии религии (die Religionsethnologie). История развития немецкой антропологии религии в современных исследованиях представлена слабо, поэтому большое значение на сегодняшний день имеют работы К. И. Никонова, который занимался данной проблематикой в отечественном религиоведении. Его работы легли в основу критической философской антропологии как методологии религиоведения.
Немецкая этнология пыталась объяснить различия культур с помощью двух подходов: эволюционизма и диффузионизма. Первый подход представлял Адольф Бастиан (1826—1905), но позже доминирует диффузионизм, восходящий к Фридриху Ратцелю (1844—1904). Его последователем был Лео Фробениус (1873—1938), автор теории «морфологии культуры» и «культурных кругов». В дальнейшем она была развита Вильгельмом Шмидтом (1868—1954).

### Антропология религии Вильгельма Шмидта
Вильгельм Шмидт (нем. Wilhelm Schmidt; 16 февраля 1868, Хёрде, ныне в составе Дортмунда) — 10 февраля 1954, Фрайбург) — немецкий этнограф, антрополог, социолог, лингвист, историк. Католический священник, миссионер Общества Слова Божьего (лат. Societas Verbi Divini, SVD).
Его исследования, в частности исследование прамонотеизма, в отличие от предшественников, приобрели значимость во всем научном мире. Миссионерские вопросы побудили Шмидта обратиться помимо лингвистики и этнологии к сравнительному религиоведению. Как отмечал М. Элиаде, Шмидт бросил вызов именно «неисторическим подходам Тайлора, Фрэзера, и Дюркгейма, и прочему множеству антропологов». 12 томов Шмидта — это труд «Происхождение идеи Бога», тома, посвящённые религиям «первобытных народностей», религиозным воззрениям кочевых народов. Отталкиваясь от данных антропологических исследований, Шмидт утверждал, что наиболее примитивными являются народы, у которых отсутствует земледелие и скотоводство. К таким народам он причислял пигмеев Африки, аборигенов Австралии, обитателей Андаманских островов и жителей Крайнего Севера — эскимосов. Несмотря на то что исследователям не удалось зафиксировать у этих племен наличия каких-либо анимистических, тотемистических или фетишистских верований, вера в единого бога оказывается присуща этим малочисленным народам, что подтверждает наличие в их развитии прамонотеистической стадии, которая оказалась преодолена в дальнейшем остальными народами. С точки зрения теории «культурных кругов» более поздние культуры, наслаивавшиеся на эту первоначальную культуру, принесли с собой элементы более низменных и грубых представлений, затемнивших исконный нравственно-чистый образ Бога. Это были тотемизм, а также солярная и лунарная мифология.

### Антропология религии Эллегарда Йенсена
К школе Фробениуса относится Адольф Эллегард Йенсен (1899—1965), один из самых выдающихся этнологов послевоенного времени. В центре его теоретических работ — последовательность из «глубокого переживания», «выражения» и «приложения», которые он пытается исследовать в религиозных переживаниях коренных народов. Он критиковал эволюционизм и другие теории этнологии. Он ввёл термин «Dema-Gottenheit» (из языка папуасского народа маринд-аним в Индонезии), означающий сверхъестественное существо, убийство которого порождает ритуалы инициации, благодаря которым существование людей получает некоторый высший смысл. Примечательно также, что такое убийство не считается преступлением, иначе оно периодически не воспроизводилось бы в ритуалах.

### Антропология религии Макса Шелера
Среди антропологических проектов после Первой мировой войны выделяется проект Макса Шелера (1874—1928) по проблеме «особого положения человека». Это положение духовного существа, превосходящее мир. Духоносное существо дистанцируется от биологического, ведь оно способно подавлять инстинкты. Эти суждения легли в основу нового подхода к исследованию отношений человека с окружающим миром. Особый интерес представляют ранние работы философа: «К феноменологии и теории симпатии и о любви и ненависти» и «Формализм в этике и материальная этика ценностей» (1912—1914 гг.), посвящённых феноменологии актов религиозного сознания.

### Антропология религии Хельмута Плеснера
Хельмут Плеснер (1892—1985) видел основание антропологии религии не только в религиозности человека, но и в человеческой природе в целом. Задача антропологии религии как современной религиозно-философской парадигмы, по мнению Плеснера, в её установлении отношений с историческими науками для философско-интегративной теоретизации, связанной с феноменологией человека. В ходе феноменологических рассуждений Плеснера родилась теория эксцентричности, которая в антропологии религии должна быть теоретизирована. Эксцентричность связана с человеческим поведением и представляет собой понятие отношения в широком смысле. Эксцентричность означает для человека постоянное колебание между необходимостью поиска отсутствующего равновесия и новым стремлением устранить равновесие, уже достигнутое в культуре и в общественной жизни.

### Антропология религии Арнольда Гелена
Арнольд Гелен (1904—1976) видит в исследованиях Шелера дуализм не между телом и душой, а душой и одушевлённым телом. В своих исследованиях он сохраняет исходные пункты Шелера — сравнения человека с животным и учение об открытости миру. К числу ведущих общественных институтов Гелен относит религию. В силу «мыслящей и истолковывающей интерпретации»  человек «постигает данный ему мир как часть неданного». «Таким образом он „проламывает“ воспринимаемый мир и „интерполирует“ всюду не воспринимаемое, будь то демоны, демокритовы атомы, боги или что-то ещё».
Со второй половины XX в. культурантропология разрабатывалась немецкими философами Михаэлем Ландманом (1913—1984) и Эрихом Ротхакером (1888—1965). Её проблематика и методы присутствуют в философии культуры, религиоведении, теологии. Стоит упомянуть Вильгельма Эмиля Мюльмана (1904—1988), ведущего теоретика немецкой послевоенной этнологии, который не был в полном смысле антропологом религии, но результаты его исследований лежат в основе современных исследований.

## Антропология религии в России
Вклад в отечественную антропологию религии внесли такие исследователи, как Н. Н. Миклухо-Маклай, С. М. Широкогоров, В. Г. Богораз, Несмелов Виктор Иванович, Токарев Сергей Александрович.

### Антропология религии В. И. Несмелова
Ви́ктор Ива́нович Несме́лов (1 [13] января 1863 — 30 июня 1937) — русский философ и богослов, профессор Казанской духовной академии, ученик В. А. Снегирёва[1]Автор трудов по философской антропологии, открывших новое направление в религиозной философии и богословии.
Несмелов, в своей работе «Наука о человеке» переосмысляет термины «личность», «я», «самосознание». Термин «личность» используется, с одной стороны, по отношению к единому Богу, с другой стороны — в отношении человека как образа и подобия этой личности. Но в актах самосознания ближайшим образом этой личности является свободное, самосущее «я», и Несмелов нисколько не колеблясь отождествляет его с личностью. Антитетичность актов самосознания проявляется в том, что человек одновременно осознаёт себя и как свободную самосущую личность, и как тленную, материальную, зависимую вещь внешнего мира. В этих актах «я» и «материя» противопоставлены и одновременно нераздельны.
Входя в рассуждения о догмате воскресения, он снимает вопрос о тождестве воскресшего тела и умершего, утверждая, что «тождество человека создаётся исключительно только единством его личности»(II. С. 309) . которое обеспечивается самосознанием. Несмелов прямо говорит о том, что человеческая личность «сверхчувственна» по своей природе, (I. С. 519) то есть чувственные качества, чувственная определённость для неё в конечном счёте внешни. Она «только необходимо усвояет себе физический организм как постоянное разрешение постоянного противоречия в её собственной деятельности».(I. 371.)

### Антропология религии С. А. Токарева
Среди отечественных антропологов религии значимой фигурой является советский этнограф и религиовед Сергей Александрович Токарев (1899—1985), который разработал концепцию морфологической классификации религии и применил историко-этнографический метод к изучению религии. В своих работах он опирался на обширный этнографический материал, который впоследствии систематизировал в работе «Ранние формы религии» (1964 г.).